# Montgallet (stanice metra v Paříži)
Montgallet je nepřestupní stanice pařížského metra na lince 8 ve 12. obvodu v Paříži. Nachází se na křižovatce ulic Rue de Reuilly a Rue Montgallet.

## Historie
Stanice byla otevřena 5. května 1931 při prodloužení linky mezi stanicemi Richelieu – Drouot a Porte de Charenton.

## Název
Jméno stanice je odvozeno od názvu ulice Rue Montgallet. Ulice dostala název podle jednoho z majitelů zdejších pozemků jménem Montgallet.

## Vstupy
Stanice má jen jeden vchod v ulici Rue de Reuilly u domu č. 68.

## Zajímavosti v okolí
- Promenade plantée